# Herálec (okres Havlíčkův Brod)
Herálec (německy Heraletz, Erharts (1401)) je obec 12 km jihozápadně od Havlíčkova Brodu a 7 km východně od Humpolce, nachází se v okrese Havlíčkův Brod v kraji Vysočina. Žije zde přibližně 1 200 obyvatel.

## Historie
Obec je poprvé zmiňována na listině papeže Honoria III. z roku 1226. V minulosti zde pravděpodobně stály tři tvrze, přičemž jednu, postavenou ve 12. století, jako centrum panství využíval Řád německých rytířů. Kolem roku 1306 vlastnil Herálec Jindřich I. z Rožmberka, v roce 1307 jej získal pražský biskup Jan z Dražic. Arcibiskupství drželo panství do husitských válek, následně jej získali Trčkové z Lípy, V roce 1602 panství koupil Kryštof Karel z Roupova; ten nechal tvrz přestavět a následně k Herálci připojil panství Humpolec.

## Obyvatelstvo
| Rok            | 1869 | 1880 | 1890 | 1900 | 1910 | 1921 | 1930 | 1950 | 1961 | 1970 | 1980 | 1991 | 2001 | 2011 |
| Počet obyvatel | 2321 | 2343 | 2285 | 2316 | 2247 | 2228 | 2166 | 1796 | 1805 | 1535 | 1291 | 1130 | 1100 | 1153 |

## Části obce
- Herálec
- Dubí
- Kamenice
- Koječín
- Mikulášov
- Pavlov u Herálce
- Zdislavice

V letech 1869–1900 a v letech 1961–1991 k obci patřil Boňkov a od 1. července 1974 do 23. listopadu 1990 také Slavníč.

## Školství
- Základní škola a mateřská škola Herálec

## Doprava
Je zde železniční stanice na trati Havlíčkův Brod – Humpolec.
Územím obce prochází dálnice D1 a silnice I/34 v úseku Humpolec – Havlíčkův Brod. Dále prochází katastrem silnice II/348 v úseku Rozkoš–Dubí–Herálec–Úsobí. Silnice III. třídy na území obce jsou:
- III/03418 Plačkov–Kamenice–Herálec
- III/13116 Krasoňov – Mikulášov – Pavlov u Herálce – III/3483
- III/34770 Čejov–Leština
- III/3481 spojující silnici II/348 se Zdislavicemi
- III/3482 Herálec–Boňkov
- III/3483 Herálec–Slavníč
- III 3484 ze silnice III/3483 na Skorkov
- III/3487 Herálec–Radňov
- III/3488 ze silnice III/3487 do Koječína

## Pamětihodnosti
- Zámek Herálec

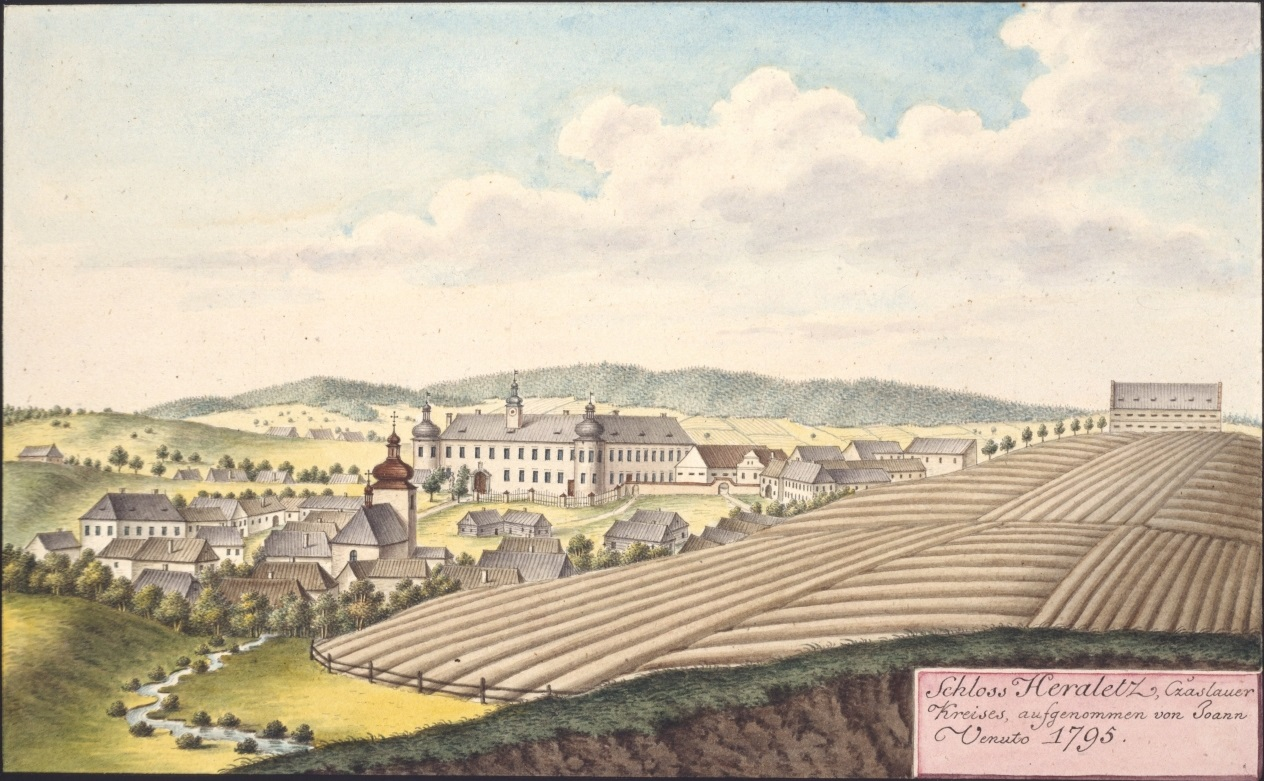
Zámek a městečko na kresbě Johanna Venuta z roku 1793

- kostel svatého Bartoloměje se hřbitovem
- Boží muka
- Socha svatého Floriána na návsi
- Socha svatého Jana Nepomuckého u zámku
- Sloupy Panny Marie a Nejsvětější Trojice|Sloup se sousoším Nejsvětější Trojice
- Sýpka

## Osobnosti
- Adolf Kosárek (1830–1859), český malíř – krajinář
- Antonín Blaha – děd amerického astronauta Johna Blahy[7]
- Jan Zábrana (1931–1984), básník, prozaik a překladatel